# Супербоул VIII
Супербоул VIII (англ. Super Bowl VIII) — решающая игра НФЛ. Ежегодное противостояние Американской футбольной конференции (АФК) и Национальной футбольной конференции (НФК). Играли Майами Долфинс (АФК) и Миннесота Вайкингс (НФК). Матч прошёл 13 января 1974 года. Майами Долфинс выиграл 24:7.

## Трансляция
В США игру транслировал CBS. Стоимость рекламы была 103 тыс. долларов США.

## Ход матча
ПЕРВАЯ ПОЛОВИНА
Майами доминировали по ходу всего матча. Когда первая четверть закончилась счет был 14-0 в пользу «Долфинс». Во второй четверти больше шансов на набор очков имели «Вайкингс», но вместо того, чтобы забивать филд гол, они попытались дойти до первого дауна. «Миннесота» не сможет пройти к первому дауну, а Майами забьет филд гол, уйдя на перерыв в лидерстве 17-0.
ВТОРАЯ ПОЛОВИНА
В середине третьей четверти тачдаун Майами сделал счет 24-0. Миннесота не могла далеко проходить по полю. Всю вторую половину Майами затягивало время. В четвёртой четверти Миннесота наконец сделала тачдаун и даже удачно выполнила удар в сторону, но после этого на поле не какая команда не смогла набрать очки.
ФИНАЛЬНАЯ СТАТИСТИКА
Супербоул VIII: Майами Дельфины 24, Миннесота Викинги 7
|                | 1  | 2 | 3 | 4 | финал |
| -------------- | -- | - | - | - | ----- |
| Вайкингс (НФК) | 0  | 0 | 0 | 7 | 7     |
| Долфинс (АФК)  | 14 | 3 | 7 | 0 | 24    |

на стадионе Райс, Хьюстон, штат Техас
- Дата : 13 января

MIN-Миннесота, MIA-Майами, ЭП-Экстрапоинт
■ Первая четверть:
- MIA-9:33-5-ярдовый тачдаун+ЭП, Майами лидирует 7:0
- MIA-1:22-1-ярдовый тачдаун+ЭП, Майами лидирует 14:0

■ Вторая четверть:
- MIA-6:02-28-ярдовый филд гол, Майами лидирует 17-0

■ Третья четверть:
- MIA-8:44-2-ярдовый тачдаун, Майами лидирует 24-0

■ Четвёртая четверть:
- MIN-13:25-4-ярдовый тачдаун, Майами лидирует 24-7